# پاکسازی معبد
پاکسازی معبد داستانی است که در تمامی اناجیل چهارگانه (متی، لوقا، یوحنا و مرقس) نقل شده است که در آن عیسی مسیح با صرافان معبد اورشلیم درگیر می‌شود. در داستان انجیل، عیسی و حواریونش قبل از عید پسح به اورشلیم می‌روند. عیسی به معبد اورشلیم رفته و صرافان را با خشونت از معبد بیرون می‌کند و به آنها می‌گوید که آنها محلی مقدس را تبدیل به لانه دزدان کرده‌اند. در انجیل یوحنا عیسی معبد را «خانه پدرم» خطاب می‌کند و از این رو بعضی مفسران آن را تأیید پسر خدا بودن وی می‌دانند.
بر اساس نظر مسیحیان این اتفاق تنها باری است که عیسی از خشونت فیزیکی استفاده می‌کند.

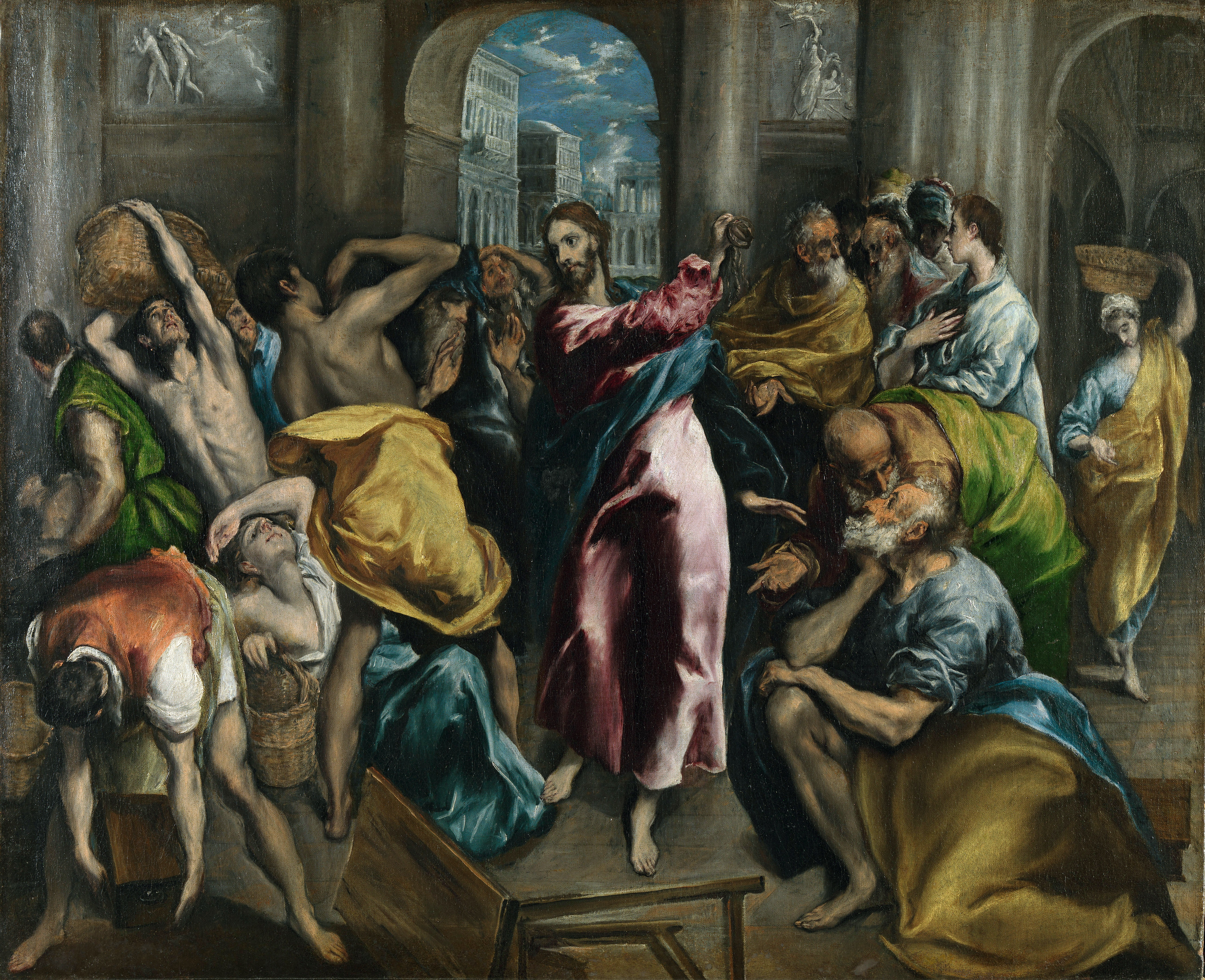
عیسی صرافان را از معبد دوم اورشلیم بیرون می‌کند.

## شرح واقعه
عیسی به معبد دوم اورشلیم (معبد هرود) وارد می‌شود. در حیاط معبد تعداد زیادی افراد، به تبدیل سکه‌های رومی و یونانی به سکه‌های یهودی اشتغال دارند و حیوانات مختلف را برای قربانی می‌فروشند. در این زمان اورشلیم پذیرای تعداد زیادی از یهودیان است که برای عید پسح به این شهر آمده‌اند. بر اساس تخمینهای موجود تعداد یهودیان در اورشلیم ۳۰۰ تا ۴۰۰ هزار نفر تخمین زده می‌شود.
این اتفاق در قسمتی از معبد به نام حیاط جنتیلها اتفاق می‌افتد. پول جنتیلها (رومیان و یونانیان) در معبد مورد استفاده قرار نمی‌گرفت زیرا تصاویر خدایان آنان بر روی آن بود.